# ترور دنیل
ترور دنیل نیل  (به انگلیسی : Trevor Daniel ) (زاده ۲۸ سپتامبر ۱۹۹۴)، خواننده و ترانه‌نویس آمریکایی است. او در سال ۲۰۲۰، تک‌آهنگ «زندگی گذشته» را با همراهی سلنا گومز منتشر کرد.

## زندگی شخصی
ترور دنیل در باتون روژ، لوئیزیانا زندگی می کرد. خانواده او به فورت وورث تگزاس نقل مکان کردند و بعدها در هیوستون تگزاس ساکن شدند. دنیل اعتراف می کند که موسیقی از کودکی برای او مهم شده بود. هیچ داده ای در مورد اینکه آیا او تحصیلات موسیقایی دارد یا نه وجود ندارد. او در نوجوانی به رپ و هیپ هاپ علاقه مند شد. او در دبیرستان شروع به ساخت موسیقی با دوستانش کرد و بعدها در سال ۲۰۱۵ به دنبال موسیقی رفت. او در حال حاضر رابطه خود را با دوست دخترش الیسا فلورس حفظ می کند.
مشارکت‌کنندگان ویکی‌پدیا. «Trevor Daniel (singer)». در دانشنامهٔ ویکی‌پدیای انگلیسی، بازبینی‌شده در ۳۰ ژوئیه ۲۰۲۰.